# Марко Бізот
Марко Бізот (нід. Marco Bizot, нар. 10 березня 1991, Горн) — нідерландський футболіст, воротар французького «Бреста». Грав за національну збірну Нідерландів.

## Клубна кар'єра
Народився 10 березня 1991 року в місті Горн. Вихованець амстердамського «Аякса». У 2011 році, для отримання ігрової практики, на правах оренди перейшов в «Камбюр». 8 серпня, в матчі проти клубу АГОВВ, Марко дебютував у Еерстедивізі. Після повернення до "Аякс"у майже відразу був проданий в «Гронінген» — сума трансферу склала 125 тис. євро. 20 січня 2013 року, в поєдинку проти «Утрехта», Бізот дебютував у Ередивізі. За «Гронінген» Марко відіграв два сезони, на другий рік завоювавши пост основного воротаря.
Влітку 2014 року Бізот перейшов в бельгійський «Генк», підписавши контракт на три роки. 27 липня, в матчі проти «Мехелена», дебютував у Жупіле-лізі. Загалом, за три сезони, зіграв за клуб 54 матчі у чемпіонаті.
Влітку 2017 року контракт Марко закінчився і він на правах вільного агента підписав угоду з АЗ. 12 серпня, в матчі проти ПСВ, Бізот дебютував за нову команду. У першому ж сезоні став з командою фіналістом Кубка Нідерландів. За чотири сезони відіграв за команду з Алкмара 125 матчів у національному чемпіонаті.
4 серпня 2021 року уклав чотирирічний контракт із французьким «Брестом».

## Виступи за збірні
2009 року дебютував у складі юнацької збірної Нідерландів, взяв участь в одній грі на юнацькому рівні.
З 2011 року залучався до складу молодіжної збірної Нідерландів. На молодіжному рівні зіграв у 8 офіційних матчах, пропустив 11 голів. В червні 2013 року Бізот увійшов до заявки молодіжної збірної Нідерландів на молодіжний чемпіонат Європи в Ізраїлі. На турнірі був дублером Єруна Зута, зіграв лише у одному матчі — проти Іспанії (0:3), який вже не мав турнірної цінності.
В березні 2018 року був вперше викликаний до національної збірної Нідерландів головним тренером Рональдом Куманом, але так і не дебютував. Влітку 2019 року був включений як третій воротар у фінальну заявку національної на Фінал чотирьох Ліги націй УЄФА 2019 року в Португалії.
Дебют у головній збірній країни відбувся лише 11 листопада 2020 року у товариській грі проти іспанців (нічия 1:1). 1 червня 2021 року було оголошено, що Яспер Сіллессен, один з воротарів, включених до заявки нідерландців на Євро-2020, здав позитивний тест на COVID-19, і Бізот був дозаявлений на турнір замість нього.